# Warp Records
Warp Records is een platenmaatschappij uit Engeland die pionier is in het uitbrengen van vernieuwende elektronische muziek. Het label is opgericht in Sheffield in 1989. Het label wordt, met het uitbrengen van muziek van onder andere Aphex Twin, gezien als de grondlegger van de Intelligent Dance Music stroming.
Tegenwoordig werkt het label vanuit Londen. In januari 2004 opent het label de online muziekwinkel Bleep. Ook hier toont Warp zich een pionier. Via de online winkel wordt geen gebruik gemaakt van het zogenaamde digital rights management, in tegenstelling tot bijvoorbeeld de iTunes Store (iTS).
Het label werd opgericht door Steve Beckett en Rob Mitchell, geholpen door hun werkervaring bij platenwinkel FON. Al snel werd het label de thuishaven van artiesten die erg veel invloed zouden hebben op de ontwikkeling van de elektronische muziek. De eerste uitgave (WAP1) was van Forgemasters, een gelimiteerde oplage van 500 exemplaren van "Track With No Name", gefinancierd door een "Enterprise Allowance"-subsidie. De volgende uitgaven werden zowel in geluid als in ontwerp (paarse hoes) gelijkend. Met de vijfde uitgave (WAP5) kwam het grote succes: een top 20-hit met de single LFO van LFO, waarvan 120.000 exemplaren werden verkocht. Ook Aftermath van Nightmares On Wax bereikte de hitlijsten. Het eerste volledige album was Clonk's Coming van Sweet Exorcist in 1991.
Vanaf 1992 bracht Warp Records een serie van acht albums onder de naam Artificial Intelligence waaronder Surfing on Sine Waves van Polygon Window, Bytes van Black Dog Productions, Electro-Soma van B12, Dimension Intrusion van F.U.S.E., Ginger van Speedy J en  Incunabula van Autechre. De serie bestond verder uit twee verzamelalbums onder de naam Artificial Intelligence I  en Artificial Intelligence II. Hierop stonden nummers van artiesten als Aphex Twin (als Diceman en later Polygon Window), Squarepusher, Autechre, Black Dog, Richie Hawtin en Alex Paterson (die later ook verantwoordelijk was voor The Orb). Het ontwerp van de hoezen werd meestal verzorgd door Designers Republic of Phil Wolstenholme.
Later volgden releases van artiesten als Sabres of Paradise, Kenny Larkin, Coco Steel & Lovebomb, Two Lone Swordsmen, Plaid, Boards of Canada en Red Snapper. Recentere namen zijn !!! (uitspraak: chk chk chk), Chris Clark, Prefuse 73, Jimmy Edgar, Battles, Ultradyne, Jackson and His Computer Band, Squid en Kelela.

## Dochterlabels
Warp Records heeft ook een aantal dochterlabels opgeleverd, dit zijn Gift Records, Lex Records, Nucleus, en Arcola.
Daarnaast heeft Warp Records ook een filmmaatschappij opgericht, Warp Films. Deze maatschappij gaf onder andere de documentaire over het tienjarig bestaan van All Tomorrow's Parties uit, welke gefilmd werd door onder anderen Vincent Moon en Reuben Sutherland.